# NGC 6076
NGC 6076 este o galaxie eliptică situată în constelația Coroana Boreală. A fost descoperită în 24 iunie 1864 de către Albert Marth.